# 42175 Yuyang
42175 Yuyang este o planetă minoră (asteroid), cu un diametru de 5,249 km, din centura de asteroizi. A fost descoperită pe 1 februarie 2001 la Stația Anderson Mesa de Lowell Observatory Near-Earth-Object Search. 
Obiectul prezintă o orbită caracterizată de o semiaxă mare de 3,1541347714194 UAi, o excentricitate de 0,11018600169872, o înclinație de 5,2511116286207 ° în raport cu ecliptica.